# خانواده جنایی بونانو

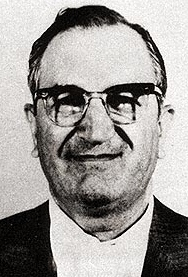
جوزف بونانو

خانواده تبهکار بونانو (تلفظ می‌شود [boˈnanno] ) یک خانواده مافیایی ایتالیایی -آمریکایی و یکی از «پنج خانواده» است که بر فعالیت‌های جرایم سازمان‌یافته در شهر نیویورک تسلط دارند.
این خانواده تا زمان قتل بنیانگذارشان ، سالواتوره مارانزانو، در سال ۱۹۳۱ به عنوان خانواده تبهکار مارانزانو شناخته می‌شدند. زمانی که چارلز «لاکی» لوچیانو بر ایجاد کمیسیونی برای تقسیم شرکت‌های جنایی در شهر نیویورک بین پنج خانواده نظارت داشت، بیشتر عملیات مارانزانو به جوزف بونانو واگذار شد. این خانواده تحت رهبری بونانو بین دهه‌های ۱۹۳۰ تا ۱۹۶۰، یکی از قدرتمندترین خانواده‌های کشور بود.
با این حال، در اوایل دهه ۱۹۶۰، بونانو تلاش کرد چندین رهبر کمیسیون را سرنگون کند، اما موفق نشد.  بونانو از سال ۱۹۶۴ تا ۱۹۶۶ ناپدید شد که این امر منجر به جنگ داخلی در خانواده شد که به "جنگ موز" معروف گردید. این درگیری تا سال ۱۹۶۸ ادامه یافت تا زمانی که بونانو به آریزونا بازنشسته شد. 
بین سال‌های ۱۹۷۶ تا ۱۹۸۱، جوزف پیستون ، مأمور اف‌بی‌آی ، با نام مستعار «دانی براسکو»، به طور مخفیانه وارد این خانواده شد. این امر منجر به این شد که خانواده بونانو اولین خانواده از خانواده‌های نیویورکی باشند که از کمیسیون اخراج می‌شوند.  تا دهه ۱۹۹۰ طول کشید تا خانواده بهبود یابد، فرآیندی که تحت نظارت رئیس جدید، جوزف ماسینو، انجام شد. با وجود این مسائل، تا آغاز هزاره جدید، خانواده بونانو نه تنها کرسی خود را در کمیسیون به دست آوردند، بلکه پس از خانواده جنووسیه به دومین خانواده قدرتمند نیویورک تبدیل شدند. 
با این حال، در اوایل دهه ۲۰۰۰، موجی از محکومیت‌ها منجر به این شد که ماسینو خود به یک خبرچین دولت تبدیل شود - اولین باس یکی از پنج خانواده نیویورک سیتی که چنین کاری کرد. خانواده بونانو در طول قرن بیستم به عنوان خشن‌ترین خانواده از بین پنج خانواده در نظر گرفته می‌شد. 

## تاریخچه
ریشه‌های سیسیلی  
خانواده جنایت بونانو را می‌توان به شهر کاستلاماره دل گولفو در استان تراپانی، سیسیل ردیابی کرد. این خانواده تحت رهبری جوزپه "پپه" بونانو و برادر بزرگترش استفانو (مشاور خانواده) فعالیت می‌کرد. متحد اصلی آن‌ها استفانو ماگادینو، رهبر خاندان ماگادینو و برادر مادربزرگ جوزف بونانو بود. در اوایل دهه ۱۹۰۰، این دو خاندان با فلیچه بوچلاتو، رهبر خاندان بوچلاتو، درگیر بودند.  
در سال ۱۹۰۲، ماگادینو به نیویورک آمد و به عضو قدرتمند خاندان کاستلامارزه تبدیل شد. پس از ترور استفانو و جوزپه بونانو، برادر کوچک‌تر آن‌ها، سالواتوره، با کشتن اعضای خاندان بوچلاتو انتقام گرفت.  
در سال ۱۹۰۳، سالواتوره با کاترین بونونتره ازدواج کرد و در ۱۸ ژانویه ۱۹۰۵، جوزف بونانو متولد شد. سه سال بعد، سالواتوره خانواده‌اش را به نیویورک برد و در جامعه کاستلامارزه‌های ویلیامزبرگ، بروکلین نفوذ یافت.  
در سال ۱۹۱۱، سالواتوره به سیسیل بازگشت و در سال ۱۹۱۵ بر اثر حمله قلبی درگذشت. در سال ۱۹۲۱، ماگادینو به بوفالو، نیویورک گریخت تا از اتهامات قتل فرار کند و رهبری خاندان کاستلامارزه به نیکولو "کولا" شیرو رسید.  
جنگ کاستلامارزه 
در سال ۱۹۳۰، درگیری‌های خشونت‌آمیزی بین جناح جوزپه "جو باس" ماسریا و اعضای کاستلامارزه‌ها بر سر سرقت مشروبات الکلی ماسریا آغاز شد. این درگیری‌ها به جنگی تمام‌عیار معروف به جنگ کاستلامارزه تبدیل شد. در آن زمان، کاستلامارزه‌ها تحت رهبری شیرو بودند که سعی کرد با ماسریا همکاری کند. اما شیرو جای خود را به سالواتوره مارانزانو داد که می‌خواست بر جهان زیرزمینی نیویورک تسلط یابد.  
مارانزانو با متحدانی چون استفانو ماگادینو (بوفالو)، گاسپار میلازو (دیترویت) و سالواتوره سابلا (فیلادلفیا) قدرت گرفت. او همچنین با جوزف پروفاچی (بعدها رهبر خانواده پروفاچی) و گائتانو رینا (رهبر خانواده رینا در برانکس) متحد شد.  
در ۲۶ فوریه ۱۹۳۰، رینا ترور شد و بسیاری از اعضای جناح ماسریا به مارانزانو پیوستند. تا سال ۱۹۳۱، مارانزانو برتری یافت و گروهی از مافیوسوهای جوان به نام "ترک‌های جوان" (شامل چارلز "لاکی" لوچیانو، ویتو جنووزه، فرانک کاستلو، تامی لوچزه، آلبرت آناستازیا و جو آدونیس) به او پیوستند. سرانجام، جنگ با ترور ماسریا در ۱۵ آوریل ۱۹۳۱ پایان یافت.  
ترور مارانزانو و تشکیل کمیسیون  
پس از مرگ ماسریا، مارانزانو طرحی برای صلح ارائه داد و پنج خانواده نیویورک را تأسیس کرد:  
۱. خانواده لوچیانو (لوچیانو)  
۲. خانواده منگانو (وینسنت منگانو)  
۳. خانواده گاگلیانو (تامی گاگلیانو)  
۴. خانواده پروفاچی (جوزف پروفاچی)  
۵. خانواده مارانزانو (خودش)  
مارانزانو خود را "کاپو دی توتتی کاپی" (رئیس روسا) نامید، اما لوچیانو و دیگران با این عنوان مخالف بودند. در ۱۰ سپتامبر ۱۹۳۱، مارانزانو در دفترش ترور شد و لوچیانو کمیسیون را جایگزین عنوان "رئیس روسا" کرد. او جوزف بونانو را به رهبری خانواده مارانزانو منصوب کرد.  
دوران بونانو  
جوزف بونانو، در ۲۶ سالگی، جوان‌ترین رهبر مافیا در آمریکا شد. او خانواده را به قمار، نزول و قاچاق مواد مخدر سوق داد و نفوذ خود را تا کالیفرنیا، آریزونا و کانادا گسترش داد.  
در دهه ۱۹۶۰، بونانو تلاش کرد تا رقبای خود در کمیسیون (تامی لوچزه، کارلو گامبینو، استفانو ماگادینو و فرانک دسیمونه) را ترور کند، اما طرح او فاش شد. او به مونترال فرار کرد و در نهایت در سال ۱۹۶۸ به آریزونا بازنشسته شد.  
دوران راستلی و ترور کارماین گالانته  
در سال ۱۹۷۳، فیلیپ "راستی" راستلی رهبر خانواده شد، اما در سال ۱۹۷۶ به زندان افتاد. در غیاب او، کارماین گالانته کنترل را در دست گرفت، اما در ۱۲ ژوئیه ۱۹۷۹ در یک رستوران در بروکلین ترور شد.  
مأمور دونی براسکو و قتل سه کاپو  
بین سال‌های ۱۹۷۶ تا ۱۹۸۱، مأمور اف بی آی جوزف پیستونه (با نام مستعار دونی براسکو) به درون خانواده نفوذ کرد. در ۵ مه ۱۹۸۱، سه کاپوی مخالف راستلی (آلفونسو "سانی رد" ایندلیکاتو، دومینیک "بیگ ترین" ترینچرا و فیلیپ جیاکونه) در یک کمین کشته شدند.  
دوران جوزف ماسینو و سقوط خانواده  
در سال ۱۹۹۱، جوزف ماسینو رهبر خانواده شد و آن را به دوران اوج بازگرداند. اما در سال ۲۰۰۳، او دستگیر شد و در نهایت به دلیل ترس از اعدام، به منبع اطلاعات دولت تبدیل شد. او اولین رهبر یکی از پنج خانواده نیویورک بود که همکاری با دولت را پذیرفت.  
وضعیت کنونی خانواده  
تا سال ۲۰۲۴، مایکل مانکوسو رهبر رسمی خانواده بونانو است، اما درگیری‌های داخلی (مانند حمله به جوزف کامارانو جونیور در مراسم تشییع جنازه ۲۰۲۲) ادامه دارد. خانواده هنوز در قمار، قرض‌گیری و قاچاق مواد مخدر فعال است، اما نفوذ آن نسبت به گذشته کاهش یافته است.  
درگذشت‌های اخیر:  
- جوزف ماسینو (۱۴ سپتامبر ۲۰۲۳)  
- فرانک کوپا (۲۶ اوت ۲۰۲۴)  
اتهامات اخیر:  
در نوامبر ۲۰۲۴، آنتونی فراسکونه و چهار نفر دیگر به اتهام راه‌اندازی عملیات شرط‌بندی غیرقانونی در لانگ آیلند تحت تعقیب قرار گرفتند.  
خانواده بونانو همچنان با خاندان‌های مافیایی سیسیل (به ویژه کاستلاماره دل گولفو) در ارتباط است.